# メルセデス・ベンツ・W15
メルセデス・ベンツ・W15（Mercedes Benz W15 ）は、1931年から1936年までドイツの自動車メーカーダイムラー・ベンツがメルセデス・ベンツブランドで展開していた自動車である。
メルセデス・ベンツのブランドでは低価格レンジに当たるミドルクラス車であったが、世界の本格的な量産型乗用車としては史上初の4輪独立懸架方式を採用したことで、自動車技術史に名を留めている。

## 概要
世界経済が危機に瀕していた1930年当時、従来高価な自動車の販売に重点を置いていたダイムラー・ベンツも、それまでより安価なモデルを生産し、市場を開拓する必要に迫られていた。その結果、開発されたのが当時のドイツに置いては中級価格帯に属するW15系（170シリーズ）である。
W15は、乗用車タイプの170と、バンタイプのL300があった。乗用車タイプの170が1931年、パリの自動車ショーで先行して発表された。
このシリーズは不況下に時宜を得て投入され、商業的成功を収めただけでなく、技術的にも極めて進んだ内容によって、世界の多くの自動車メーカーに刺激を与えた。1936年、後継の170V(W136)にバトンタッチし、生産を終了した。

## タイプ170
乗用車タイプの170は、世界の量産車で最初の4輪独立懸架採用が重要な特徴である。前輪に横置きリーフスプリング独立懸架、後輪にコイルスプリングで吊られたスイングアクスル式サスペンションを採用した。これにより、比較的小型軽量なモデルでありながら、安定した乗り心地と操縦性を実現した。
エンジンは排気量1,692ccのサイドバルブ直列6気筒エンジンで、最高出力は32PS(23.5kw)/3,200rpmという控えめな性能であった。直列6気筒車としては小さい排気量は、振動抑制のために小排気量車でも多気筒化していた当時の風潮によるものである。変速機はオーバードライブに0.73のギアレシオを持つ3速MTで、燃費は速度90km/hで100kmあたり11Lのガソリンを消費した。
サスペンション以外の装備もハイスペックで、油圧式4輪ブレーキ、冷却を調節するサーモスタット、盗難防止対策としてイグニッションキーによるハンドルロックなどが全シリーズに備わっていた。
シャーシの重量は750kgで、車両重量は1,050-1,200kg、総重量は1,455kgであった。
ラインナップは、初め4ドアセダンと4ドアカブリオレのみだったが、軍の要請により2ドアセダン、2ドアワゴン、2ドアカブリオレがラインナップされた。

## タイプL300
1932年春、W15のバンタイプであるL300が発売される。L300は最大積載量が300kgであることから名付けられた。
リーフスプリングによるスイングアクスル式サスペンション、油圧ブレーキが採用されている。